# Afretter
Afretter er en høvlemaskine, der arbejder med underkutter og som tjener til afhøvling af den første plane side på træ.